# Para no ver el final
Para no ver el final es el séptimo álbum de estudio del grupo español de rock M Clan. Es el noveno álbum de su carrera,  el séptimo en cuanto a álbumes de estudio del grupo, salido a la venta el 21 de septiembre de 2010 y disponible en digipack y en vinilo.
El primer sencillo del álbum se titula "Me voy a dejar llevar", que fue presentado oficialmente el 18 de agosto de 2010 y que se podía adquirir también en iTunes y en Spotify, y cuyo videoclip, dirigido por Daniel Etura, salió el 25 del mismo mes. Sin embargo, el 4 de agosto ya se publicó en internet una pequeña entrevista con un "making of" del videoclip del primer sencillo. El segundo sencillo fue el tema que da título al álbum, "Para no ver el final". La banda publicó su videoclip, también dirigido por Daniel Etura, el 12 de diciembre de 2010.
Su último trabajo, producido por Carlos Raya, presenta, según el cantante Carlos Tarque, mayor "abundancia de vientos y un tratamiento más soul del rock". En este álbum, junto a Tarque y Ricardo Ruipérez no están sus compañeros habituales de otros años, sino Coki Giménez como batería e Iván González como bajista.
El tema "Hasta que se acostumbre a la oscuridad" va dedicado a Cristóbal Martínez "Cacahuete", uno de los técnicos que trabajaba con la banda y que falleció pocos meses antes de la salida del disco. El álbum en general está dedicado a su memoria y también a la de Javier Balibrea "Bali".

## Gira
Aparte de las presentaciones del álbum que tuvieron lugar en septiembre, la gira 2010/2011 comenzó en la Sala Capitol de Santiago de Compostela el día 13 de noviembre. A esta cita le siguieron otras en Valencia, Murcia, Pamplona, Valladolid, Salamanca, Zaragoza, Madrid, Bilbao, Barcelona, Córdoba, Málaga, San Sebastián y Oviedo; ciudades en las que a veces dieron dos conciertos debido a la demanda de entradas. En Córdoba debieron aplazar su concierto debido a la desgraciada y repentina muerte de su amigo, y  antiguo bajista del grupo desde su creación, Pascual Saura.
Los componentes del grupo a lo largo de la gira fueron, junto a Carlos Tarque, Ricardo Ruipérez, Iván González y Coki Giménez, Prisco a la guitarra y el trío de metales No Reply, con saxo, trompeta y trombón. Durante la gira, una gran parte de la lista de temas estaba compuesta por los temas de este nuevo álbum, conjugados con temas de los álbumes anteriores y temas "de siempre" como "Perdido en la ciudad" y "Volando alto", de su álbum debut Un buen momento.

## Lista de canciones
El álbum contiene diez nuevos temas:

| N.º   | Título                                   | Escritor(es)           | Duración |  |
| 1.    | «Calle sin luz»                          | Raya, Tarque           | 4:06     |  |
| 2.    | «Para no ver el final»                   | Tarque, Ruipérez       | 4:58     |  |
| 3.    | «Basta de blues»                         | Ruipérez, Raya, Tarque | 4:48     |  |
| 4.    | «Me voy a dejar llevar»                  | Tarque, Ruipérez       | 4:18     |  |
| 5.    | «Hasta que se acostumbre a la oscuridad» | Ruipérez, Raya, Tarque | 7:11     |  |
| 6.    | «Desesperación por verte»                | Ruipérez, Raya, Tarque | 4:52     |  |
| 7.    | «Ahora!»                                 | Raya, Tarque           | 4:12     |  |
| 8.    | «Se hizo de noche cuando te conocí»      | Raya, Tarque           | 5:09     |  |
| 9.    | «Carrusel»                               | Raya, Tarque           | 3:26     |  |
| 10.   | «Gracias por los días que vendrán»       | Ruipérez, Tarque       | 3:11     |  |
| 51:01 |                                          |                        |          |  |

## Componentes de M Clan
Para este álbum, la composición del grupo era la siguiente:
- Carlos Tarque
- Ricardo Ruipérez

Otros músicos
- Carlos Raya
- Coki Giménez
- Iván González
- Luis Prado
- José García Alarcón
- Manuel Salido
- Antonio López Antón
- Rebeca Jiménez
- Josu García